# 北平市
北平市（ほくへいし）は、かつて中華民国に設置されていた院轄市。

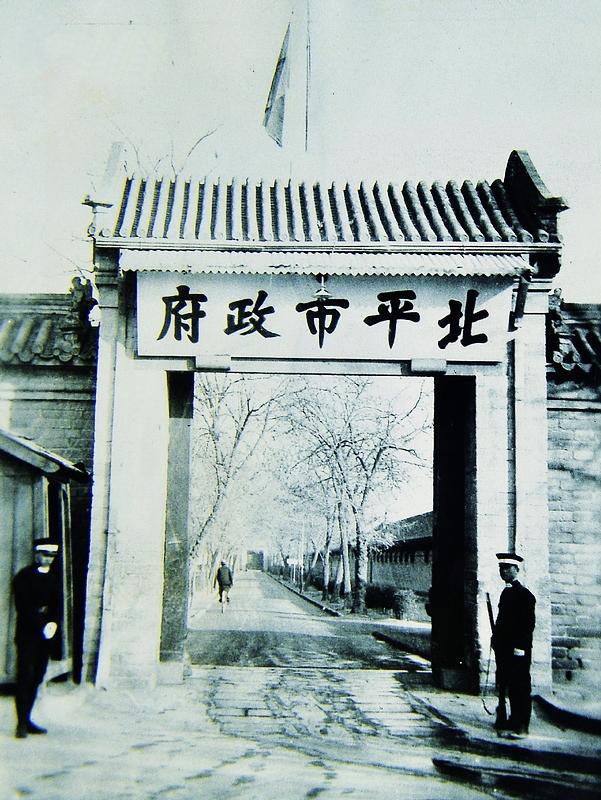
北平市政府（1935年）

北京は1912年（民国元年）から1928年（民国17年）まで中華民国の首都だったが、1928年に首都の地位を失った後「北平」と改称された。北平市の範囲は、現在の中華人民共和国北京市の城六区（東城区、西城区、朝陽区、海淀区、豊台区、石景山区）に相当する。

## 歴史
明代以前、北平という地名は現在の北京市一帯を指す地名としては使用されていなかった。明は元の都だった大都を占領したのち、大都路を廃止して北平府を設置した。靖難の変に勝利して即位した永楽帝が都を北平に移すと北平は北京へ、北平府は順天府へと改称され、清代でも引き続き順天府の名が使用された。
明・清の時代、北京周辺は名目上宛平県と大興県に属していたが、実際には五城兵馬司、巡城御史、九門提督などの役人によって統治される、県から独立した特殊な行政区画として機能していた。
1900年（光緒26年）、義和団の乱の影響で八カ国連合軍が北京を占領し、治安維持のために安民公所を設置した。翌1901年（光緒27年）、西安に脱出していた清の朝廷が北京議定書の調印に伴って北京に帰還し、安民公所に倣って善後協巡営を設置した。1905年（光緒31年）には中国初の近代的な自治組織である巡警総庁に改組された。
1914年（民国3年）、順天府は第一級行政区画（省と同格）である京兆地方に再編された。また、同時期に首都市街地の区画が制定され、京都市政公所と京師警察庁が設置され、両者が共同で市政を担った。1918年（民国7年）には市街地の区画は正式に京都市と命名された。この時期、京都では路面電車が開業し、北京大学、燕京大学、清華大学、輔仁大学、北京協和医学院など多くの近代的な機関も建設された。1921年（民国10年）7月3日、北洋政府は「市自治制」を公布し、市を「普通市」と「特別市」の2種類に区分した。京都と青島の2市が特別市として設置され、首都である京都特別市は内務総長の直接監督下に置かれた。
1928年（民国17年）6月、蔣介石ら中国国民党・国民政府率いる国民革命軍が京都を占領し、北伐が完了した。京兆地方は直隷省と統合されて河北省となり、京都特別市は北平特別市に改称された。1930年（民国19年）、「市組織法」が制定された。この法律により、市は「院轄市（現：直轄市）」と「省轄市（現：市）」の2種類に再編され、北平市は院轄市になった。
1937年（民国26年）、日中戦争中に北平は日本軍に占領され、北京市に改称された。1945年（民国34年）8月15日に日本は降伏を発表し、8月21日に国民革命軍第11戦区司令長官の孫連仲率いる部隊によって北京は占領され、北平市に戻された。
1949年（民国38年）1月、華北剿匪総司令の傅作義は中国共産党と和平協定を結び、中華民国国軍25万人の守備兵を率いて降伏した。1月31日、中国人民解放軍が北平に進軍して無血開城がなされた。同年9月27日、中国人民政治協商会議第1回全体会議が開かれ、中華人民共和国の首都、紀年法、国歌、国旗に関する事項が決議された。同時に北平市を北京市に改名することも決議され、同日中に北平市政府は北京市人民政府に改称された。
中華民国政府は台湾へ撤退した後も、1990年代まで「北平」などの大陸地区の旧地名を使用し続けていたため、台湾では、道路名に北平市に由来する「北平路」が存在し、北京ダックは「北平烤鴨」と呼ばれる。

## 行政区画
中華民国初期、京都には10の区が設置されていた。1928年（民国17年）12月19日、北平市政府は市内の各区の地方自治の推進を命じ、一区から一五区に再編された。同時に河北省宛平県と大興県のうち市の中心部に近い地区を北平市に編入し、新たに設置された区の管轄下に置いた。1945年（民国34年）の終戦後、国民政府は北平区を一区から十六区に再編した。1947年（民国36年）、郊外の十三区から十六区までの区が十三区から二十区に改編され、市全体の区の数は20になった。

## 人口
1947年（民国36年）に国民政府主計処統計局が発表した統計によると、北平市の人口は1,672,438人だった。
中華民国政府の台湾への移転時に政府に従って台湾へ移った北平市民については、内政部戸政司が1990年（民国79年）に行った国勢調査によると、本籍が北平市の台湾在住者は13,949人で、外省人2,694,917人の0.52％を占めていた。

## 統治機構

### 順天府・京都市
清代の首都統治機構は順天府衙署であり、首長は順天府尹であった。1912年（民国元年）に中華民国が建国されてからも順天府は維持され、順天府衙署は順天府尹公署に改称された。1914年（民国3年）10月4日、大総統の袁世凱は「京兆尹官制」と「京兆地方区域表」を公布し、順天府を廃止して京兆地方に改編した。順天府尹公署は京兆尹公署に改称され、首長の名称も京兆尹に改められた。
中華民国の首都となった北京の市政は、清代の古い制度を引き継いでいた。1914年4月、首都における市政の重要性に鑑みた内務総長の朱啓鈐は市街地の区画を制定し、順天府の下に京都市政公所を設置、自ら督弁に就任した。督弁の下には政務処が設置され、公所全体の事務を統括した。1916年（民国5年）9月、政務処は廃止されたが、督弁の職は残された。督弁の下には文書、調査、経理、測絵、工程、交際、出納の7科が設置された。1918年（民国7年）1月、「京都市政公所暫行編制」に基づいて科は処に昇格し、営造局を第四処に改称した。各処には処長と副処長が1人ずつ置かれた。1927年（民国16年）、「修正京都公所暫行編制」が施行され、督弁、会弁、坐弁の3職に再編された。会弁は京師警察庁総監が兼任した。また、市民の意見を聞くための評議会も設置され、評議長は督弁が兼任した。

### 北平市
1928年（民国17年）6月4日、蔣介石率いる国民革命軍が京都を占領した。同年6月21日の中国国民党中央政治会議第145回会議で「京都市」を「北平市」に改称し、国民政府の直轄地として北平特別市を設置することが可決され、6月28日に実行された。設置2日前の6月26日には北平特別市長が任命されている。8月21日、北平市政府が正式に発足した。「特別市組織法」に基づいて市長1人と数人の参事が置かれ、その下に財政局、土地局などの局が置かれた。10月には河北省政府が北平市に設置された。1930年（民国19年）6月、新たに公布された「市組織法」により、全国の市は「院轄市」と「省轄市」に再編された。また、この法律で省都は省轄市である必要があると規定されたため、北平市は院轄市から省轄市に降格した。同年11月25日に河北省政府は天津市に移転し、12月に北平市は院轄市に再昇格した。
1937年（民国26年）、日本軍は北平を占領し、北京市に改称した。1945年（民国34年）8月、日本の降伏に伴って国民革命軍が北京を占領した。9月、国民政府は北京市を北平市に戻すことを発表し、10月には北平市政府が再設置された。1947年（民国36年）1月13日、行政院は「北平市政府組織規程」を公布し、市長1人、参事2人、そしてその下に民政局、財政局などの局を設置すると規定した。
1949年（民国38年）1月31日、傅作義は中国共産党に降伏し、北平市は中国人民解放軍北平市軍事管制委員会と北平市人民政府の統治下に入った。

## 歴代首長
| 代                | 氏名     | 写真     | 在任期間                       | 備考                       |
| 順天府尹          | 順天府尹 | 順天府尹 | 順天府尹                       | 順天府尹                   |
| ----------------- | -------- | -------- | ------------------------------ | -------------------------- |
| 1                 | 丁乃揚   |          | 1910年 - 1912年12月24日        | 清朝崩壊前からの留任       |
| 2                 | 張広建   |          | 1912年12月24日 - 1913年9月19日 |                            |
| 3                 | 王治馨   |          | 1913年10月16日 - 1914年3月23日 |                            |
| 4                 | 沈金鑒   |          | 1914年3月23日 - 1914年10月3日  |                            |
| 京兆尹            |          |          |                                |                            |
| 1                 | 沈金鑒   |          | 1914年10月4日 - 1915年9月26日  |                            |
| 2                 | 王達     |          | 1915年9月26日 - 1920年8月3日   |                            |
| 3                 | 王瑚     |          | 1920年8月3日 - 1920年9月18日   |                            |
| 4                 | 孫振家   |          | 1920年9月18日 - 1922年5月19日  |                            |
| 5                 | 劉夢庚   |          | 1922年5月19日 - 1924年11月5日  |                            |
| 6                 | 王芝祥   |          | 1924年11月5日 - 1924年12月31日 |                            |
| 7                 | 薛篤弼   |          | 1924年12月31日 - 1925年10月9日 |                            |
| 8                 | 劉驥     |          | 1925年10月20日 - ?             |                            |
| 9                 | 李垣     |          | 1926年9月4日 - 1927年9月24日   |                            |
| 10                | 張済新   |          | 1927年9月24日 - 1928年6月3日   | 張作霖の京都脱出に伴う離職 |
| 代理              | 李升培   |          | 1928年6月4日                   |                            |
| 北平特別市長      |          |          |                                |                            |
| 代行              | 何成濬   |          | 1928年6月25日 - 1928年7月13日  |                            |
| 1                 | 何其鞏   |          | 1928年7月13日 - 1929年6月12日  |                            |
| 2                 | 張蔭梧   |          | 1929年6月12日 - 1931年2月27日  |                            |
| 3                 | 周大文   |          | 1931年2月27日 - 1931年4月      |                            |
| 北平市長          |          |          |                                |                            |
| 1                 | 周大文   |          | 1931年4月 - 1933年6月16日      |                            |
| 2                 | 袁良     |          | 1933年6月16日 - 1935年11月1日  |                            |
| 代行              | 宋哲元   |          | 1935年11月1日 - 1935年11月8日  |                            |
| 3                 | 秦徳純   |          | 1935年11月8日 - 1937年7月28日  |                            |
| 4                 | 張自忠   |          | 1935年11月8日 - 1937年7月28日  |                            |
| 北平市長→北京市長 |          |          |                                |                            |
| 1                 | 江朝宗   |          | 1937年8月6日 - 1937年12月17日  |                            |
| 北京特別市長      |          |          |                                |                            |
| 1                 | 江朝宗   |          | 1938年1月1日 - 1938年1月10日   |                            |
| 2                 | 余晋龢   |          | 1938年1月10日 - 1940年3月30日  |                            |
| 北京特別市長      |          |          |                                |                            |
| 1                 | 余晋龢   |          | 1940年3月30日 - 1943年2月9日   |                            |
| 2                 | 劉玉書   |          | 1943年2月9日 - 1945年2月20日   |                            |
| 3                 | 許修直   |          | 1945年2月20日 - 1945年8月16日  |                            |
| 北平市長          |          |          |                                |                            |
| 5                 | 熊斌     |          | 1945年8月16日 - 1946年7月15日  |                            |
| 6                 | 何思源   |          | 1946年7月15日 - 1948年7月      |                            |
| 7                 | 劉瑶章   |          | 1948年7月 - 1949年2月4日       |                            |